# Jean Clémentin
Pour les articles homonymes, voir Clémentin.
Jean Clémentin, dit Jean Manan, né le 21 mai 1924 à Douvres-la-Délivrande (Calvados) et mort le 6 janvier 2023 à Paris, est un journaliste et écrivain français. Il fut l'une des grandes plumes du Canard enchaîné. Il est révélé en février 2022 qu'il aurait également été un agent et un espion pour les services secrets tchécoslovaques de 1957 à 1969, pendant la Guerre froide.

## Biographie
Fils d'agriculteur, il suit l'enseignement des jésuites avant de se lancer dans des études commerciales. Il apprend aussi l'allemand, le tchèque, le polonais et le hongrois.
À la fin de la Seconde Guerre mondiale, il part comme volontaire travailler en Allemagne, et se situe plutôt politiquement à l'extrême droite.
Après la fin de la guerre, il part en Indochine française, comme soldat (rapidement détaché au service d'information), puis comme journaliste pour le compte d'Associated Press. La prise de conscience des crimes de la colonisation et de la guerre coloniale en cours le rapproche du monde communiste. Pendant sa période indochinoise, et après son retour en France, en 1950, il travaille pour des journaux situés à gauche : Combat, Les Temps modernes, Les Cahiers internationaux, Regards, Libération (d'Emmanuel d'Astier).

### Le Canard enchaîné
Il entre au Canard enchaîné à la fin des années 1950. Grâce à ses contacts dans les milieux militaires, il s'y illustre, pendant la guerre d'Algérie. Il y rédige chaque semaine les Carnets de route de l'ami Bidasse, reprenant une rubrique qu'avait créée André Guérin en 1939-1940. Au cours de cette période, il donne aussi une impulsion au journal dans le domaine de l'investigation.
De fait, dans les années 1970, l'information du Canard enchaîné est organisée autour de Clémentin, dont il est le rédacteur en chef. Il participe au « grand basculement de la satire à l’information »(tout en relayant de la désinformation au service du KGB, par l'intermédiaire du StB, comme on l'apprendra plus tard). Son souhait explicite est de faire en sorte que le Canard enchaîné ne soit pas un journal partisan, mais « un journal sans exclusive politique, sans esprit partisan, dont la rédaction serait composée de gens de droite et de gauche » et permettrait donc de « couvrir tout l'échiquier politique ». Jean Clémentin vise à promouvoir la recherche des « informations exclusives et sensationnelles ». Il se heurte à de farouches oppositions. Il favorise notamment la collaboration au Canard enchaîné de journalistes-enquêteurs étiquetés à gauche (dont Claude Angeli) mais aussi à droite (dont Jean Montaldo) et d'autres évoluant de l'extrême droite à la gauche (dont Roland Jacquard).
Clémentin abandonne la corédaction en chef en 1976, et l'information au début des années 1980, pour prendre en charge la critique littéraire. Désireux de se consacrer à l'écriture, il quitte le Canard enchaîné en 1989.

### Espion pour les services secrets tchécoslovaques
En 2019, lorsque l'historien tchèque Jan Koura obtient l'ouverture des archives de la StB, le service de renseignement de la Tchécoslovaquie pendant la période soviétique, il y découvre que Jean Clémentin, journaliste et rédacteur-en-chef du Canard enchaîné dans les années 1970, plus connu sous le pseudonyme de « Jean Manan », a été rémunéré par le StB pour espionner en France, au Royaume-Uni et en République fédérale d'Allemagne (RFA connue sous l'appellation Allemagne de l'Ouest) mais a aussi écrit de faux articles contre une rémunération. Son dossier est celui de l'agent « Pipa », numéro 41582. Jan Koura est vice-recteur de l'Université Charles de Prague, spécialiste des archives des services de renseignement tchèques (StB) et dirige le groupe de recherches sur la guerre froide de l'Université Charles. En 2022, à partir de cette source, le journaliste Vincent Jauvert révèle dans L'Obs le passé d'espion de l’Est de Jean Clémentin . Il aurait été recruté en 1957 par la police politique tchèque. Au début par conviction, puis payé par les services de renseignement tchèques, il est devenu agent d'information et agent d'influence.
Entre 1957 et 1969, Clémentin aurait remis environ 300 notes contre rémunération, au cours de 270 rencontres en France et à l’étranger. Il aurait publié alors dans Le Canard enchaîné de fausses informations dictée par le StB,. Il fait publier à l'instigation du StB un article sur un faux testament politique du chancelier Adenauer afin de créer une division au sein de la CDU.
Il aurait désinformé notamment dans l'affaire Ben Barka, qui aurait été lui-même aussi un agent tchèque.
Sollicité par Vincent Jauvert, Jean Clémentin, alors âgé de 97 ans, refuse de répondre aux questions du journaliste. Il évoque, par l'intermédiaire de son fils, une « vieille affaire des années 1960 [qui] n’intéresse[rait] personne. » Nicolas Brimo, directeur de l'hebdomadaire depuis 2017, dit ne pas avoir su et « être sidéré ».

### Mort
Il meurt le 6 janvier 2023 à l'âge de 98 ans dans le 13e arrondissement de Paris,.

## Ouvrages
- Les Mémoires de Bidasse, d'après les célèbres chroniques du Canard Enchaîné, Julliard, 1963
- L'Affaire Fomasi, Rencontre et Grasset, 1969
- Les Poupées de Kirchenbronn, Fayard, 1974 (ISBN 2-213-00060-3)
- La France ce n'est pas ce qu'il y a de plus grand c'est ce qu'il y a de meilleur : sotie, Lattès, 1976
- Pinarque : sotie Ⅱ, Lattès, 1977
- Quasi, Stock, 2001 (ISBN 2-234-04303-4)

### Émissions de radio
- Sonia Devilliers avec Vincent Jauvert, « Un espion communiste au "Canard Enchaîné" ! » [audio], sur L'Instant M, France Inter, Radio France, 17 février 2022 (consulté le 18 février 2022).
- Stéphanie Duncan, « Jean Clémentin, journaliste du "Canard enchaîné", agent du STB tchécoslovaque » [audio], sur "Espion, une histoire vraie", France Inter, Radio France, 24 janvier 2023 (consulté le 7 février 2023).